# Adam Phelan
Adam Phelan, né le 23 août 1991 à Canberra, est un coureur cycliste australien.

## Palmarès sur route
- 2010
  - 7e étape du Tour de Tasmanie
  - 3e du Tour de Bright
- 2011
  - Prologue du Tour de Taïwan
  - 2e de la Goulburn to Sydney Classic
- 2012
  - Grand Prix de Poggiana
- 2013
  - 2e du Gran Premio della Liberazione
  -  Médaillé de bronze au championnat d'Océanie du contre-la-montre espoirs
- 2014
  - 3e de la New Zealand Cycle Classic

## Classements mondiaux
| Année            | 2011 | 2012 | 2013 | 2014 |
| ---------------- | ---- | ---- | ---- | ---- |
| UCI Oceania Tour | nc   |      | 6e   | 15e  |
| UCI Asia Tour    | 114e | 58e  |      | 15e  |
| UCI Europe Tour  | nc   | 237e | 292e | nc   |